# Osmorégulation

Importance du maintien de l'isotonie pour les globules rouges.

L'osmorégulation est l'ensemble des processus homéostatiques qui maintiennent l'osmolarité d'un être vivant à son niveau normal, c'est-à-dire qui interviennent dans la régulation de la concentration en sels dissous dans les fluides internes de cet être vivant.
L'osmorégulation est responsable du niveau de pression osmotique des liquides physiologiques et internes, qui est une variable importante. Elle désigne aussi l'ensemble des mécanismes par lesquels les organismes effectuent le contrôle de la pression osmotique interne. Chez les unicellulaires, il se fait dans la zone intermembranaire alors que chez les pluricellulaires, il se fait aussi dans les fluides corporels.
Ce mécanisme prend une importance supplémentaire chez les espèces qui passent d'un milieu salé à l'eau douce ou inversement, dont les poissons migrateurs (anadromes).

## La capacité d'homéostasie
Deux stratégies s'affrontent : soit l'espèce tend à avoir une osmolarité interne proche du milieu extérieur et elle est dite « osmoconforme », soit l'espèce cherche à conserver une osmolarité propre et elle est dite « osmorégulatrice ».
D'autre part, un organisme pouvant subir un fort changement de concentration interne en solutés est dit euryhalin, un organisme ne pouvant pas subir de fort changement d'osmolarité interne est dit sténohalin. Les capacités d'osmorégulation sont limitées pour tous les êtres vivants, c'est-à-dire que la marge de variation d'osmolarité qu'ils sont capables de supporter est limitée. Lorsqu'un certain seuil de tolérance d'osmolarité est dépassé, à plus ou moins court terme, ils ne peuvent fournir l'énergie nécessaire au maintien de leur homéostasie et meurent.

## Principe
Les espèces marines doivent lutter contre la fuite de l'eau douce de leur organisme vers le milieu marin tandis que les espèces dulçaquicoles luttent pour conserver la salinité de leur corps. L'homéostasie n'est par conséquent pas obtenue de la même manière. 
Les êtres vivants doivent éjecter leurs déchets, néanmoins le passage de l'urine primaire à la secondaire nécessite une osmorégulation. En effet, les excréments devront être déshydratés ou réhydratés en fonction du milieu.

### Les végétaux
Le phénomène est réglé par la transpiration.
Les deux modes d'osmoregulation sont l'épictèse (propriété des cellules végétales de pratiquer une absorption supplémentaire de sels minéraux pour maintenir leur pression osmotique interne légèrement supérieure à celle du milieu, phénomène découvert en 1925 par le physiologiste français Louis Lapicque sur l'algue brune Ectocarpus), et l'anatonose (propriété des cellules végétales de maintenir leur pression osmotique interne légèrement supérieure grâce à l'hydrolyse de ses grosses molécules en molécules plus petites).
La variation de salinité est un facteur expliquant l'étagement algal. Dans les estuaires, le lit des rivières est également colonisé par un très petit nombre d'espèces d'Algues (Ulva intestinalis, Fucus ceranoides) très euryhalines.

### Animaux marins
Pour lutter contre la pression osmotique, assez faible dans l'eau de mer, les téléostéens marins avalent sans cesse de l'eau de mer, la filtrent grâce à leur paroi intestinale et la rejettent par leur appareil excréteur. En supplément des reins, les tortues marines disposent de glandes près de leurs yeux pour l'excrétion des excédents de sel de leur circulation sanguine.
La densité en sel, en mer, peut changer substantiellement après une pluie tropicale. D'autre part, la densité spécifique de l'eau de mer diminue avec la température. La plupart des animaux récifaux sont osmoconformes et possèdent des capacités très limitées en la matière. Ils ont besoin pour vivre d'une fourchette de salinité précise, on dit qu'ils sont sténohalins. Ces invertébrés maintenus à de faibles densités dépérissent très vite, y compris les éponges pratiquement immortelles dans des conditions optimales.

### Animaux d'eau douce
Le phénomène est inverse chez les espèces d'eau douce, à savoir qu’une importante excrétion d’urine permet de lutter contre l'hydratation.